# Beauvoir-sur-Mer
Beauvoir-sur-Mer is een gemeente in Frankrijk in het departement Vendée in de regio Pays de la Loire. Beauvoir-sur-Mer telde op 1 januari 2022 3.955 inwoners. De gemeente maakt deel uit van het arrondissement Les Sables-d'Olonne.
Beauvoir-sur-Mer is een van de oudste nederzettingen aan de Franse kust in de streek tussen de rivieren de Loire en de Gironde. Beauvoir-sur-Mer is tevens het vertrekpunt naar de eilanden Yeu en Noirmoutier. De weg Passage du Gois verbindt Beauvoir-sur-Mer met Noirmoutier en is een toeristische trekpleister. De gemeente heeft een vissershaven, Port du Bec.

## Geschiedenis
In de Gallo-Romeinse periode was hier al een nederzetting, Ampennum. Rond 680 stichtte de heilige Philbert hier een priorij op een terrein geschonken door Ansoald, de bisschop van Poitiers. Philbert had enkele jaren eerder een bededictijnenabdij gesticht op het eiland Noirmoutier. Het eerste klooster ging verloren tijdens de invallen van de Vikingen in de negende eeuw. In de elfde eeuw werd de romaanse Saint-Philbertkerk gebouwd op de plaats van de vroegere priorij. Rond 1040 verscheen de naam Beauvoir voor het eerst. Als toegangspoort tot Noirmoutier was Beauvoir van strategisch en economisch belang. Er werd een kasteel gebouwd om deze toegangsweg te verdedigen. In Beauvoir vestigden zich in de volgende eeuwen drie kloostergemeenschappen. In de veertiende eeuw kreeg Beauvoir stadsrechten. De stad ontwikkelde zich economisch dankzij de landbouw, de handel en de zoutwinning. Aan de bloeitijd kwam een einde door oorlogsgeweld. Hendrik van Navarra belegerde het kasteel van Beauvoir tijdens de Hugenotenoorlogen. Het kasteel werd op bevel van koning Lodewijk XIV afgebroken in 1689. Ook de opstand in de Vendée droeg bij tot de economische neergang van de stad. Het dorp La Crosnière werd grotendeels verwoest door de republikeinse troepen van generaal Louis Marie Turreau.
De haven van Beauvoir bevond zich op de Dain, tussen Beauvoir en Bouin. Door verzanding werd de haven in 1761 verplaatst naar Le Bec, 600 meter stroomafwaarts. Vanuit de haven voeren een twintigtal vissersboten. In 1880 moest de haven nogmaals verplaatst worden, tot in het estuarium van de Dain.
Tussen 1923 en 1949 was er een buurtspoorweg tussen Beauvoir-sur-Mer en Croix-de-Vie (Saint-Gilles-Croix-de-Vie). Deze spoorlijn liep langs de kust en was belangrijk voor de ontwikkeling van het toerisme. Na de opkomst van de auto werd de spoorlijn opgedoekt.

## Geografie
De oppervlakte van Beauvoir-sur-Mer bedroeg op 1 januari 2022 35,19 vierkante kilometer; de bevolkingsdichtheid was toen 112,4 inwoners per km². Beauvoir-sur-Mer ligt aan de Baai van Bourgneuf tegenover Noirmoutier.
De onderstaande kaart toont de ligging van Beauvoir-sur-Mer met de belangrijkste infrastructuur en aangrenzende gemeenten.

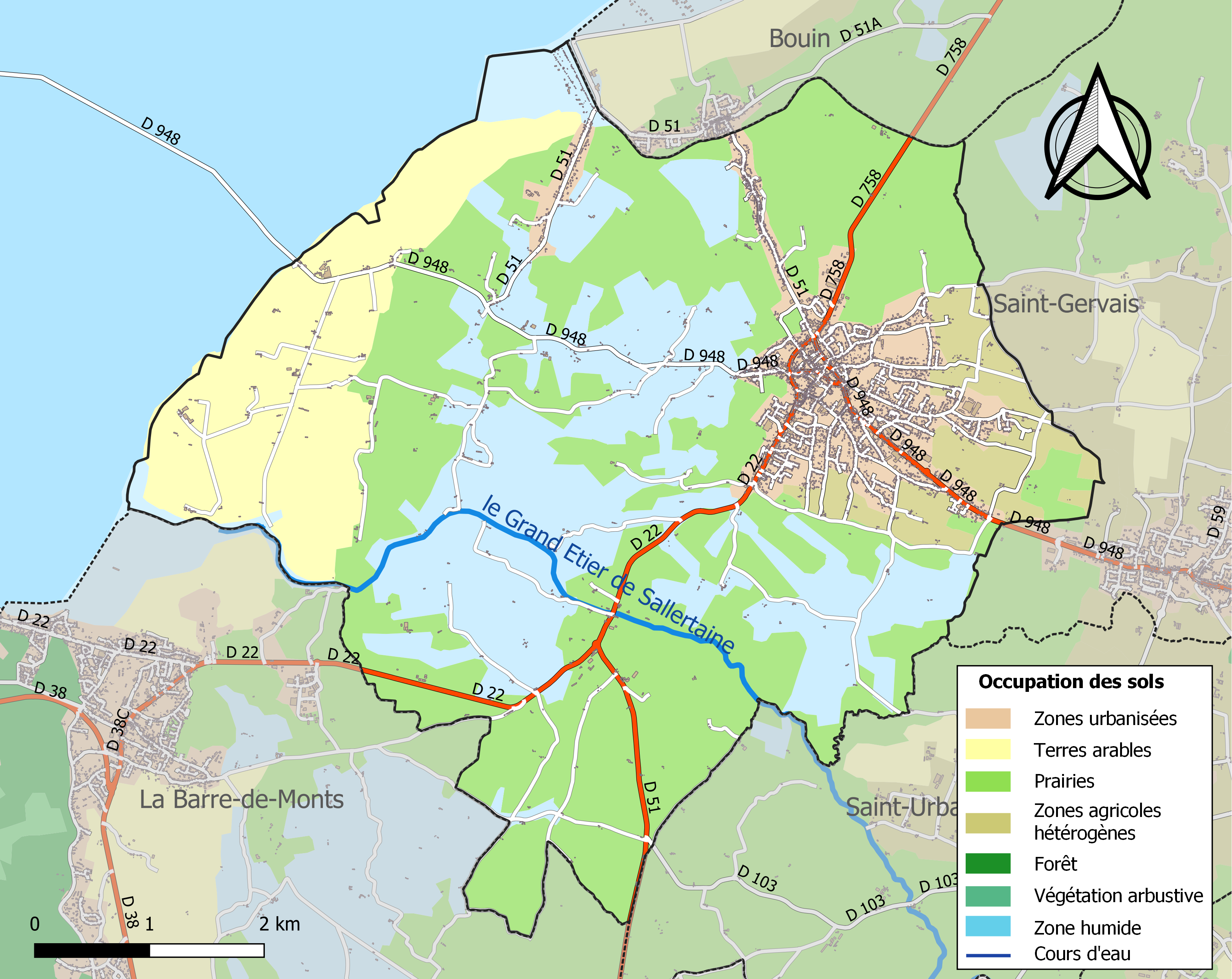

## Demografie
Onderstaande figuur toont het verloop van het inwonertal (bron: INSEE-tellingen).